# Вандровський Микола Вікторович
Мико́ла Ві́кторович Вандро́вський (нар. 17 грудня 1992, с. Костичі, Баштанський район, Миколаївська область — пом. 3 березня 2022, Донецька область) — капітан морської піхоти України Військово-Морських Сил Збройних Сил України, учасник російсько-української війни, що загинув у ході російського вторгнення в Україну.

## Життєпис
Народився 17 грудня 1992 року в с. Костичі Баштанського району Миколаївської області.
Капітан, командир роти 503 ОБМП 36 ОБрМП Військово-Морських Сил Збройних Сил України.
У 2016 році закінчив факультет фізичного виховання і захисту Вітчизни Миколаївського університету ім. Сухомлинського. Одразу ж після завершення навчання був призваний на військову службу до 36 ОБрМП та через три тижні відбув на передову.
Свій бойовий шлях офіцер розпочав на Маріупольському напрямку, неподалік від села Широкиного. За першою ротацією у 2016—2017 роках, відбулася друга, вже поблизу сіл Павлополя і Гнутового. 21 травня 2021 року був нагороджений орденом «За мужність» III ступеня.
Загинув 3 березня 2022 року в результаті підриву на ворожій міні у районі проведення бойових дій в Донецькій області.
Похований в с. Інгулці на Миколаївщині.
Залишилися батьки, сестра, брат і дружина.

## Нагороди
- орден За мужність II ступеня (08.06.2022, посмертно) — за особисту мужність і самовіддані дії, виявлені у захисті державного суверенітету та територіальної цілісності України, вірність військовій присязі[3].
- орден За мужність III ступеня (21.05.2021) — за особисту мужність, самовіддані дії, виявлені у захисті державного суверенітету і територіальної цілісності України, зразкове виконання військового обов'язку та з нагоди Дня морської піхоти України[4].

## Вшанування пам'яті
Вшанований на «Платформі памяті Меморіал».